# Циклопът
„Циклопът“ е български игрален филм (драма) от 1976 година, по сценарий и режисура на Христо Христов. Оператор е Венец Димитров. Създаден е по едноименния роман на Генчо Стоев. Музиката във филма е композирана от Кирил Цибулка.

## Сюжет
Еди е командир на атомна подводница. Многообещаващият някога специалист по хидроакустика е пожертвал кариерата си на учен, за да служи на родината си като воин. Опасността да се превърне в „циклоп“ (алюзия с професионалното му задължение да наблюдава действителността през перископа на подводницата), е съвсем реална. Осъзнаването на тази истина води до преоценка на изминатия път – дългът към човечеството не освобождава от дълга към човека.

## Актьорски състав
- Михаил Мутафов – Еди, командир и капитанът на подводницата
- Невена Коканова – Зоя
- Пенка Цицелкова – Мария
- Никола Дадов – Бащата на Еди
- Пенко Пенков – Помощник командирът
- Павел Поппандов – Старшината акустик
- Иван Йорданов – капитан
- Зинка Друмева - Захария, малката дъщеря на Еди
- Вирджиния Кирова - Десислава, голямата дъщеря на Еди
- Киран Коларов (като Керан Коларов)
- Огнян Гилинов
- Стефка Берова - Михайлова (архив - от филма „Вилна зона“)
- Гроздан Добрев - Емил Йонков (архив - от филма „Вилна зона“)
- Любомир Бъчваров

## Награди
- Специалната награда на журито от кинофестивала във Варна, (1976).
- Награда на СФДБ за операторска работа на Венец Димитров, (1976).
- „Голямата награда“ на Католическата църква на „Берлинале“, (1977).
- Отличие в (Шчечин, (Полша), 1980).